# Европско првенство у веслању 1932.
Европско првенство у веслању 1932. одржано је од 2. до 4. септембра на реци Сави у Београду.. Учествовали су само мушкарци, а на програму је било свих седам олимпијских веслачких дисциплина (М1к, М2к, М2-, М2+, М4-, М4+, Мо+).

## Резултати
| Дисциплина | Злато | Злато | Сребро | Сребро | Бронза | Бронза |
| ---------- | --- | ----- | --- | ------ | --- | ------ |
| Дисциплина | Веслач & Земља | време | Веслач & Земља | време  | Веслач & Земља | време  |
| Скиф       | Енроко Маријани Италија |       | Винсент Сорен · Француска |        | Јиржи Заврел · Чехословачка |        |
| Дубл скул  | Пал Бодаи Иштван Каусер Мађарска |       | Ливио Курто Еторе Броши Италија                                                                                                   |        | Roger Verey · Јежи Уступски · Пољска |        |
| Двојац     | Макс Пфејфер · Ханс Апенцелер · Швајцарска |       | Рино Галеаци Виторио Лукини Италија                                                                                               |        | Frans Thissen · León Vergeele · Белгија |        |
| Двојац+    | W.S. Schmoutziguer · W.A.P. Storm van's Gravensande · C.L. van Woelderen кор. · Холандија                                                               |       | Густаво Сорђе Анђело Сорђе Ливио Армандо кор. Италија                                                                             |        | Henryk Grabowski · Wiktor Szelągowski · Henryk Kawalec кор. · Пољска                                                                                       |        |
| Четверац   | Ласло Берток Карољ Ђyркоци Ласло Сабо Золтан Торок Мађарска                                                                                             |       | Марио Леофлер Ђулио Бертелети Ђузепе Ливорно Ђовани Монтеђа Италија                                                               |        | Петар Кукоч Јаков Тирони Лука Марасовић Бруно Марасовић Југославија                                                                                        |        |
| Четверац+  | Валерио Вперентин Франческо Чичо Николо Витори Ђовани Делизе Ренато Петронио кор. Италија                                                               |       | Оге Хансен · Крстијан Олсен · Валтер Кристијансен · Рихард Олсен · Soul Richardt кор. · Данска                                    |        | Вацлав Барцал · Рудолф Бездека · Карел Кучера · Јосеф Страка · Здењек Еиснер кор. · Чехословачка                                                           |        |
| осмерац    | Бруно Марасовић, Лука Марасовић Јаков Тирони, Петар Кукоч, Јуре Мрдуљаш, Елко Мрдуљаш, Иво Фабрис, Вјекослав Рафаели Мирослав Краљевић кор. Југославија |       | Густав Геч Тибор Мачан Елек Ивачковић Калма Шаги Алајош AСилаши Лајош Лафранцо Режо Вали Арпад Каузер Ласло Молнар кор. Мађарска} |        | Јиржи Жаба · Карел Шустер · Антоњин Бурда · Карел Новак · Карел Зазворка · Франтишек Врба · Владимир Кноп · Васлав Черни · Јосеф Јабор кор. · Чехословачка |        |

## Биланс медаља
|        | Држава       |   |   |   |    |
| ------ | ------------ | - | - | - | -- |
| 1.     | Италија      | 2 | 4 | 0 | 6  |
| 2.     | Мађарска     | 2 | 1 | 0 | 3  |
| 3.     | Југославија  | 1 | 0 | 1 | 2  |
| 4      | Холандија    | 1 | 0 | 0 | 1  |
| 4      | Швајцарска   | 1 | 0 | 0 | 1  |
| 6.     | Данска       | 0 | 1 | 0 | 1  |
| 6.     | Француска    | 0 | 1 | 0 | 1  |
| 8.     | Чехословачка | 0 | 0 | 3 | 3  |
| 9.     | Пољска       | 0 | 0 | 2 | 2  |
| 10.    | Белгија      | 0 | 0 | 1 | 1  |
| Укупно | Укупно       | 7 | 7 | 7 | 21 |